# Martinezostes fortecostatus
Martinezostes fortecostatus är en skalbaggsart som beskrevs av Gutierrez 1949. Martinezostes fortecostatus ingår i släktet Martinezostes och familjen Hybosoridae. Inga underarter finns listade i Catalogue of Life.